# Sulz, Zürich
Sulz är en ort i kommunen Rickenbach i kantonen Zürich, Schweiz. Här ligger järnvägsstationen Rickenbach-Attikon.